# ダイノボット
ダイノボット（Dinobots）はタカラ（現：タカラトミー）とハズブロが展開するロボット玩具シリーズトランスフォーマー（以下TF）に登場する架空の部隊名および個人名。シリーズを通し、主に恐竜に変形するキャラクターにその名が使われる。

## ダイノボット部隊 / Dinobots
『戦え!超ロボット生命体トランスフォーマー』第7話「ダイノボット誕生!」にて初登場。サイバトロン基地の地下から発見された恐竜の化石に触発され、ホイルジャックが開発した恐竜型ロボットに変形するサイバトロンの部隊。全員が「オレ（原語の英語版では"me"）、○○（自分の名前）」と喋る癖がある。
標準サイズのサイバトロン戦士より一回り以上大きく、好戦的かつ戦闘力は強大であるが、頭脳回路が小さく知能に難があるため、当初は暴走することもあったが、ホイルジャックの開発したメモリーバンドにより改善、以後切り札としての役割を担う。全員がロボットモードでの飛行が可能である。
スワープ以外のメンバーは恐竜形態では特殊装甲により飛び道具を全て弾き返し合体兵士の攻撃以外に対してはほぼ無敵だが、ロボット形態では防御力が下がってしまい、それを看破したメガトロンの指揮によるデストロン兵士の不意打ちを受けて敗れたこともある。ダイノボットを修理できるのはホイルジャック、ラチェット、ホイストだけらしい。

### メンバー
指揮官 グリムロック / Grimlock
声 - 喜多川拓郎 / HM - 佐藤正治 / 英 - グレッグ・バーガー
ティラノサウルスに変形する、ダイノボット部隊のリーダー。
詳細は本人の項を参照。
密林戦士 スラージ / Sludge
声 - 堀内賢雄 / ムービー - 稲葉実 / 2010 - 城山知馨夫（8話）、山口健（17話）、難波圭一（25話）、石井敏郎（26話）/ 英 - フランク・ウェルカー
ブロントサウルスに変形するダイノボット。
脚力が強く地割れを起こし、同じ技を持っているフレンジーを慄かせた。武器はブラスターで、恐竜形態の両目からビームを発射する。サウンドウェーブの心理分析では「最強の指導者に追従する」という結果だが、これに対し、メガトロンは「馬鹿」と評した。とはいえ、グリムロックを強いだけでリーダーと認めているわけではないのか、『2010』26話「原始の呼び声」では馬鹿にされるとスナールの次に反応していた。馬鹿と評されてはいるものの、デストロンとの初戦闘の際、スラッグから敵と味方を見分ける方法を聞かれた時は、サイバトロンのエンブレムで見分けることを提案したり（この際スラッグから「頭が良い」と言われている）、宇宙船が墜落してくるのを理解できずに見ているスナールを突き飛ばして助けるなど、判断能力が低いわけではない。
名前の意味は「泥沼・ぬかるみ」であり、湿地帯での戦いを得意とするという設定に由来する。
火炎戦士 スラッグ / Slag
声 - 石井敏郎、江原正士（28、29話）/ ムービー - 山口健 /2010 - 西村知道 /HM - 平野正人 / 英 - ニール・ロス
トリケラトプスに変形するダイノボット。
白い小ぶりのレーザー銃・エレクトロンブラスターが武器。恐竜形態での口からの火炎放射の威力は強力で、「バーベキューにしてやる」と豪語したサンダークラッカーのお株を奪った。なお、この火炎放射は溶接に転用することも可能。また、角にはビーム発射機能を、襟巻きにはビーム反射能力を備えている。サウンドウェーブの心理分析では「ひたすらに好戦的」だが、これに対し、メガトロンは「喧嘩好き」と評した。部隊が訓練のためダイノボットアイランドに行かされた時は喧嘩が出来るという理由で気に入っていた。
ダイノボットのサブリーダー格であり、『2010』ではグリムロックが死んだと思われた際、グリムロックに代わってダイノボットを率いていた。
名前の意味は「残滓・鉱滓」であり、そうなるまで溶かし尽くすという設定に由来する。
砂漠戦士 スナール / Snarl
声 - 城山知馨夫 / 2010 - 塩屋翼、山口健（26話）/ 英 - ハル・ライリー
第8話「謎の巨大隕石」にて先の3体の活躍から新造された、ステゴサウルスに変形するダイノボット。
背中の黄金のプレートはソーラーコレクターで、陽光の下で体力を10倍に増幅する。製作者のホイルジャック曰く「ソーラーエネルギーを充填させた時が真骨頂」だが、そうでなくとも戦闘能力は他のメンバーに遜色ない。恐竜形態では鼻の穴と尾からビームを放つ。また剣先からもビームを発射できる。
ダイノボットのメンバーの中で最も影が薄く、『ザ・ムービー』では出番はわずかで、台詞は一言もなかった。『2010』26話「原始の呼び声」ではアニマトロンがグリムロックを馬鹿にすると最初にいきり立っていた。
名前の意味は「（野獣の）嘶き」であり、『戦え!超ロボット生命体トランスフォーマー』では唸るように自分の名前を叫んでいた。
砲撃戦士 スワープ / Swoop
声 - 塩屋翼、城山知馨夫（16話） / 英 - マイケル・ベル
スナールと共に新造された、プテラノドンに変形するダイノボット。
それだけに飛行能力と併せ持った戦闘能力に優れるが、肝心の翼や両肩の空対空ミサイルランチャーの存在を忘れてしまったことがある。また、翼竜というモチーフのためか他のメンバーに比べて打たれ弱い。ロボット時にはランチャーと4千度のサーマル・ソードを使用する。ダイノボットの中では比較的知能は高く人懐っこい性格。
名前の意味は「降下・飛び掛って襲い来る」。

## その後の作品に登場したダイノボット
『ザ・ムービー』ではコンボイの手によりサイバトロンシティでの攻防において対デバスター戦に投入。デストロンが撤退した後ユニクロンと戦うためにホットロディマスやチャーのシャトルに同乗するが、デストロンの襲撃によりクインテッサの星に不時着。ウィーリーと協力し同じく星に不時着したロディマスたちをクインテッサの部下・シャークトロンから救い、彼らを従わせクインテッサを撤退させる。ユニクロンとの闘いでは各部を攻撃し破壊するが、圧倒的な力の前に撤退する。
『2010』以降は全員の声のエフェクトが廃止され、大柄であったはずの体格も標準サイズで描かれている。そして以前の凶暴さはなりを潜め、ロディマスコンボイの護衛を行うなどのレギュラーキャラとしての地位を獲得した。劇中では常に恐竜モードで日常生活を過ごし、グリムロック以外がロボットモードにトランスフォームするシーンはほとんど無かった。ただし、戦闘では度々デストロンを圧倒する強さを見せるなど、「標準サイズとしては圧倒的に強い」という設定は、『2010』でも若干、強調の度合いは弱くなったものの健在である。
日本オリジナルの『ザ☆ヘッドマスターズ』では序盤に登場。第1話の前半にて全員がロボットモードで登場し、恐竜モードにトランスフォームするシーンが描かれている。セイバートロン星を襲撃したデストロンを迎え撃つが、デストロンヘッドマスターズの一人であるワイプにより眠らされてしまう。
『ジェネレーションセレクト』付属のスペシャルコミックではG1世界の2050年に起こったエピソードが登場。『コンバイナーウォーズ』シリーズで初登場したダイノボット合体戦士・ボルカニカスへの合体機構を身に着けていた。人類に隷属する地球製トランスフォーマー『セレクターズ』の扱いを巡り地球人とセイバートロン連合の間で紛争が起こった際、スパイクからカーリーの負傷を知らされ参戦。創造主であるコンボイたちサイバトロンがダイノボットの力と闘争本能を恐れて安全装置を取り付けたことに対し、人間たちは分け隔てなく接し友人となってくれたという理由でテックボット部隊と共に地球人に味方し、コンボイとメガトロンが率いるサイバトロン・デストロン両軍のトランスフォーマーを相手に大立ち回りを演じていた。
2012年度のビデオゲーム「Fall of Cybertron」は、ディセプティコン勢のショックウェーブが宇宙を通じて恐竜時代の地球から恐竜のイメージを得て、捕虜として捉えたオートボットの戦闘チームを実験材料として改造してダイノボットたちが誕生したという経緯で描かれている。スラッグのつづり…slagはイギリス英語で「売春婦」などといった意味を持つ単語となるのでSlugとなった。

## 玩具
玩具はダイアクロンの恐竜ロボの流用。TFでは「26~30」のナンバーを与えられて1985年8月に発売。またグリムロックはサウンドウェーブ、フレンジーおよびカセットドラマが同梱された「VSY」も発売された。スナールとスワープは1986年12月に絶版となったが、他の3体はその後も発売され続けた。
TFへの導入に際してボディカラーの青い部分が赤に変更されたが、スワープはダイアクロンのころと同じカラーリングのままでアニメに登場。また日米の安全基準の差異から、剣や角など尖ったパーツは銀メッキの硬質パーツだったものが赤い軟質パーツに変更され（アニメではスワープの体色同様ダイアクロンのころと同じ銀色）、スワープは嘴に先端の膨らみがつけられ翼の角も丸みを帯びている。それから、左右対称になっているスナールの骨板（ステゴサウルスの骨板の配列がアシンメトリーと分かる完全骨格の化石が見つかるのは1990年代）やスラージが変形する恐竜の名前、そして、グリムロックの姿勢などに時代を感じさせる。
『合体大作戦』では海外版がロボットポイントによる通信販売も行われた。

### その他の玩具
サイバトロン戦士セット
セブンより発売された塩ビ人形セット。22セットにスワープ、9セットにグリムロック、スラージ、スラッグ、スナールが付属している。いずれもロボットモードである。

## その他の作品に登場したダイノボット
- プリテンダー

海外展開。グリムロックがプリテンダーへと改造された。内蔵されているロボットはロボットから恐竜へと変形する。
- アクションマスター

海外展開。グリムロックはコンボイの忠実な部下として登場、ロボット自体は変形しないが変形する武器アンチタンクキャノンを持ち、スナールは恐竜からライフルに変形するティラニトロンを持つ。
- ビーストウォーズシリーズ

『ビーストウォーズ 超生命体トランスフォーマー』および『ビーストウォーズメタルス 超生命体トランスフォーマー』では、特殊戦闘員ダイノボットが登場。こちらは部隊名ではなく個人名である。元はデストロンの一員であったが、メガトロンを裏切りサイバトロンに加わった。『メタルス』で戦死するが、後にメガトロンの手によりクローンである特殊戦闘兵メタルスダイノボットが作られた。詳細は各作品の項目を参照。名前の使用は商標登録を復活させるためであり、海外ではGrimlock名義のリペイント玩具が販売され、「G1時代に名を馳せた戦列の要」というバイオカードの記述からG1のグリムロックと同一人物であると判断でき、ビーストモードはより命名と合致する。またGrimlock販売時に金型が一新され、これ以降ビーストダイノボット型の玩具を販売する際にはこちらが使用されるようになった。なお、マクシマルズ（ビーストウォーズの海外版におけるサイバトロンの呼称）にタスマニアデビルに変形するSnarlというメンバーが存在しているがダイノボットとの関連については触れられていない。
- Beast Machines Dinobots

ウォルマートで限定販売。それまで日本限定販売だった『ビーストウォーズネオ 超生命体トランスフォーマー』のデストロン兵士などの、恐竜型ビーストウォーズ玩具の仕様変更品。
- Transformers Robots in Disguise

『カーロボット』に登場したビルドハリケーン（ショベルカーに変形）がGrimlockという名前になっている。
- トランスフォーマー スーパーリンク
  - 強襲員ダイノボット / Crullock

恐竜型テラーコン。詳細は作品の項目を参照。

- Transformers ENERGON
  - メガダイノボット

ティラノサウルス型のグリムロックとプテラノドン型のスワープが合体するオートボットの戦士。単体でのデザインや変形機構はG1版を意識したものとなっている。アニメには登場せず玩具自体も日本未発売だが、グリムロックのみ2014年にトイザらス限定で発売された「エボリューション2パック グリムロック」のうちの一体として、よりG1版に近付けたカラーリングで日本導入された。

- トランスフォーマー バイナルテック

フォードマスタングGTに変形するグリムロックがラインナップ。本来は恐竜に変形するグリムロックが参戦した理由として、敵の計略により、恐竜形態での制御を失った上に重傷を負ったが、どのような形であっても戦列への復帰を望むと訴え、フォードマスタングGTに変型するボディに移植されたという設定が為されている。
- Transformers Classics

新規設計のグリムロックの玩具が発売。設計ミスによりロボットモードの首周りや肩周りが固定できないものがあり、その後販売された塗装変更品でも全く改修されずそのままになっている。2008年に『変形!ヘンケイ!トランスフォーマー』シリーズにおいて塗装を変更したものが発売された。
- 変形!ヘンケイ!トランスフォーマー

グリムロックがラインナップされているが、『Transformers Classics』とは色が異なる。
- トランスフォーマー アニメイテッド

グリムロック / Grimlock（ティラノサウルスに変形）、スナール / Snarl（トリケラトプスに変形）、スワープ / Swoop（プテラノドンに変形）が登場。元は恐竜パークで展示されていた動く模型だったが、メガトロンによってロボットに改造され、さらにオールスパークの鍵によりトランスフォーマーに進化した。初めはメガトロンにオートボット（海外版におけるサイバトロンの呼称）と戦うように仕向けられたが、プロール / Prowlとアイアンハイド / Bulkheadに匿われてからはオートボットのエンブレムを付けるようになる。
- トランスフォーマー マスターピース

2009年にグリムロックが「MP-08」のナンバーを与えられて発売。
- マスターピース スピンオフプロジェクト

MPグリムロックをMARVEL版の司令官になった時期の姿、「キンググリムロック」としてネット通販限定販売。
- デヴァイスレーベル

実際にマウスとして使用できる「デヴァイスグリムロック」として登場し、色違いとしてダイナザウラーも発売された。
- Transformers: Fall of Cybertron

ショックウェーブ / Shockwaveに捕えられ改造された結果、ティラノサウルスに変形するグリムロック / Grimlock、プテラノドンに変形するスワープ / Swoop、トリケラトプスに変形するスラッグ / Slug、ステゴサウルスに変形するスナール / Snarlが登場（4体共有料ダウンロードコンテンツの使用可能キャラクターとしても2012年9月11日より登場）。スラッジ / Sludgeも登場するが、恐竜に変形はしなかった。
- トランスフォーマー/ロストエイジ

ロックダウン / Lockdownの宇宙船に捕縛されていたがオートボットによって解放され、自由を手にするためにオートボットと協力して香港に進軍した人造トランスフォーマー軍団と戦った。どの個体も通常の恐竜より刺々しく、ロボットモードは騎士に似ている。本作品ではより原語版の発音に近い「ダイナボット」の名称が用いられている。
劇中に登場したのはティラノサウルスに変形するグリムロック / Grimlock、スピノサウルスに変形するスコーン / Scorn、トリケラトプスに変形するスラッグ / Slug、双頭のプテラノドンに変形するストレイフ / Strafeの4体のみだが、玩具ではヴェロキラプトルに変形するスラッシュ / Slash、ステゴサウルスに変形するスナール / Snarl、ブラキオサウルスに変形するスロッグ / Slogが登場する。

## 関連キャラクター

### 前身
ダイアクロンでは時空を操るワルダーの新司令官、ブルースター将軍が中生代よりタイムスリップさせた恐竜の軍勢に対し、「目には目を」の定石に則り開発されたという設定の恐竜メカともなる新戦力。タカラのスタッフがラインナップに変化をつけるべく幼稚園児の生の声を聞き、「できっこない」との回答に大人気なく発奮し開発したという逸話がある。ふんだんに取り入れられた鍍金パーツと手に持ち切れないほどの武器で豪華な仕様となっている。

### 後継
TFシリーズと同じくタカラが玩具を担当する『勇者エクスカイザー』には、ダイノボットの変形機構を流用したガイスター四将が登場。それぞれ元のデザインは、陸将ホーンガイストはスラッグ、海将サンダーガイストはスラージ、地将アーマーガイストはスナール、空将プテラガイストはスワープである。これらの玩具は発売されていない。各キャラクターの詳細は作品の項目を参照。